# Robert D. Ray
Robert Dolph Ray (Des Moines, 26 de setembre de 1928 - Des Moines, 8 de juliol de 2018) fou un polític estatunidenc, militant del Partit Republicà. Va ser el 38è governador d'Iowa de 1969 a 1983.